# Austin A40 Somerset
Voir Austin A40 pour d'autres modèles A40.
L' A40 Somerset est une automobile produite par l'Austin Motor Company entre 1952 et 1954. La Somerset remplace l'Austin A40 Devon et comme voiture de type carrosserie-sur-châssis, elle était de taille comparable. Elle partage un certain nombre de composants avec la Devon y compris un moteur semblable d'1.2 litre 4 cylindres en ligne culbuté. Le moteur fut mis à jour pour produire 42 ch (31 kW), par rapport à la Devon de 40 ch (30 kW), donnant à la voiture une vitesse de pointe de 110 km/h.

## Ingénierie
La Somerset reçut un style de carrosserie dit "Transatlantique" à lignes fluides, distincte de la Devon aux lignes encombrantes. Ressemblant à la plus grande A70 Hereford, sa conception visait à l'amélioration des ventes à l'exportation, en particulier vers l'Amérique. D'abord proposée uniquement comme berline 4 portes, un cabriolet 3 places 2 portes du même style fut introduit à la fin de 1952. Le cabriolet remplaça l'ancienne Austin A40 Dorset.
La carrosserie de la décapotable fut fabriquée par Carbodies de Coventry et commercialisée comme Austin A40 Somerset Coupé. Ce style particulier a été également connu sous le nom de coupé "drophead' au Royaume-Uni. Le cabriolet diffère de la berline par la séparation des sièges avant dont le dossier pouvait se rabattre vers l'avant pour donner accès à l'arrière. Une variante supplémentaire connue comme l'Austin A40 Sports, également un cabriolet, complétait la gamme. Ce modèle fut réalisé pour la gamme précédente A40 Devon, et abandonné avec l'arrivée de la Somerset Coupé.
En 1953 Austin Motor Company produisit une version "spéciale" de près de 500 berlines Somerset équipées du moteur plus puissant de la "sport" qui utilisait des carburateurs double corps SU en lieu et place de l'unique Zénith de type descendant. Ce véhicule mit en vedette différents intérieurs et des peintures à deux tons à côté de l'offre standard. L'Austin Somerset Spécial avait une vitesse de pointe de 119 km/h alors que la berline normale pouvait atteindre 110 km/h.
L'intérieur contenait deux sièges avant montés proches, finition cuir, qui pouvaient être arrangés en banquette et une grande et profonde banquette arrière qui pouvait accueillir trois passagers. Le tableau de bord était monté en position centrale. La boîte de vitesses à quatre rapports et marche arrière était commandée par un levier monté sur la colonne de direction. La pédale de freins actionnait quatre tambours par un circuit hydraulique et un frein à main sur les roues arrière résumaient la puissance de freinage.

## Performance

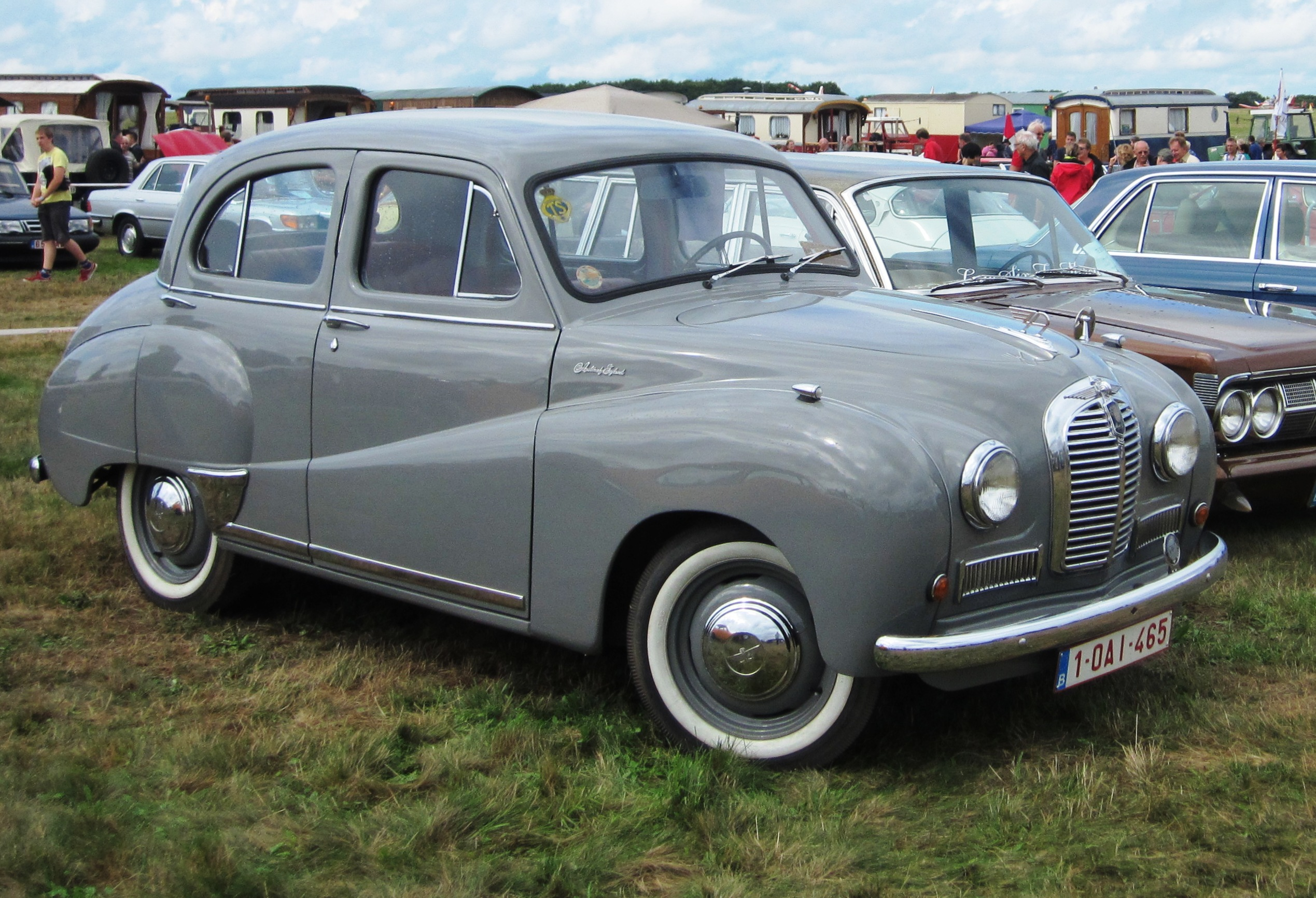
Une Austin A40 Somerset (vers 1953) à Schaffen-Diest en 2013

Une version cabriolet sport de l'A40 fut testée par le magazine The Motor en 1953, atteignant une vitesse de pointe de 119 km/h) et accéléra de 0 à 97 km/h en 28,6 secondes. Une consommation de carburant de (9,4 L/100 km fut enregistrée. La voiture de test coûtait 705 £ taxes comprises. Ces chiffres furent obtenus avec le carburant contemporain à faible indice d'octane.
La réputation de la berline Austin A40 Somerset d'être un peu lente et ardue à conduire n'est pas totalement méritée. Le véhicule avait à supporter la mauvaise qualité de l'essence de 1952 et, en conséquence, avait un allumage retardé pour tolérer le faible indice d'octane des carburants disponibles afin d'éviter les cognements du moteur et les "cliquetis", conditions qui étaient bien connues à l'époque. La British Motor Corporation a même produit plus tard un kit d'amélioration des performances et de la consommation de carburant de ces véhicules une fois que l'approvisionnement en carburant de qualité reprit dans les grandes marques populaires. Ce kit était composé d'un remplacement du distributeur et d'un joint de culasse plus mince destiné à augmenter légèrement la compression du standard 7,2:1.
Un test routier du magazine Autocar publié le 18 avril 1952 mesura une moyenne de 106 km/h, 114 km/h en vitesse de pointe, et une accélération de 0 à 97 km/h en 36,6 secondes tandis que le nouvel essai en février 1954 d'une voiture d'occasion publié le 8 avril 1960 donnait le 0 à 97 km/h en seulement 27,9 secondes. Le quart de mile départ arrêté baissa de 24,4 secondes à 23,2 secondes, nette amélioration sur le premier résultat mesuré en 1952 et directement comparable avec les Mini 850 lancées en 1959, qui étaient alors considérées comme assez rapides.

## Production
Plus de 173 000 Somerset furent vendues avant qu'elle ne fut remplacée par l'A40 Cambridge en 1954. De ce nombre, 7243 étaient des convertibles.
En décembre 1952, un accord fut signé avec les japonais de l'entreprise automobile Datsun pour construire des véhicules Austin sous licence à partir de "Complete Knock Down Kits (CKD)" fournis par le Royaume-Uni. En avril 1953, la première Somerset japonaise sortit de l'usine de montage pour la vente restreinte au marché local. L'assemblage cessa en novembre 1954, lorsque l'usine passa à l'A50 Cambridge.

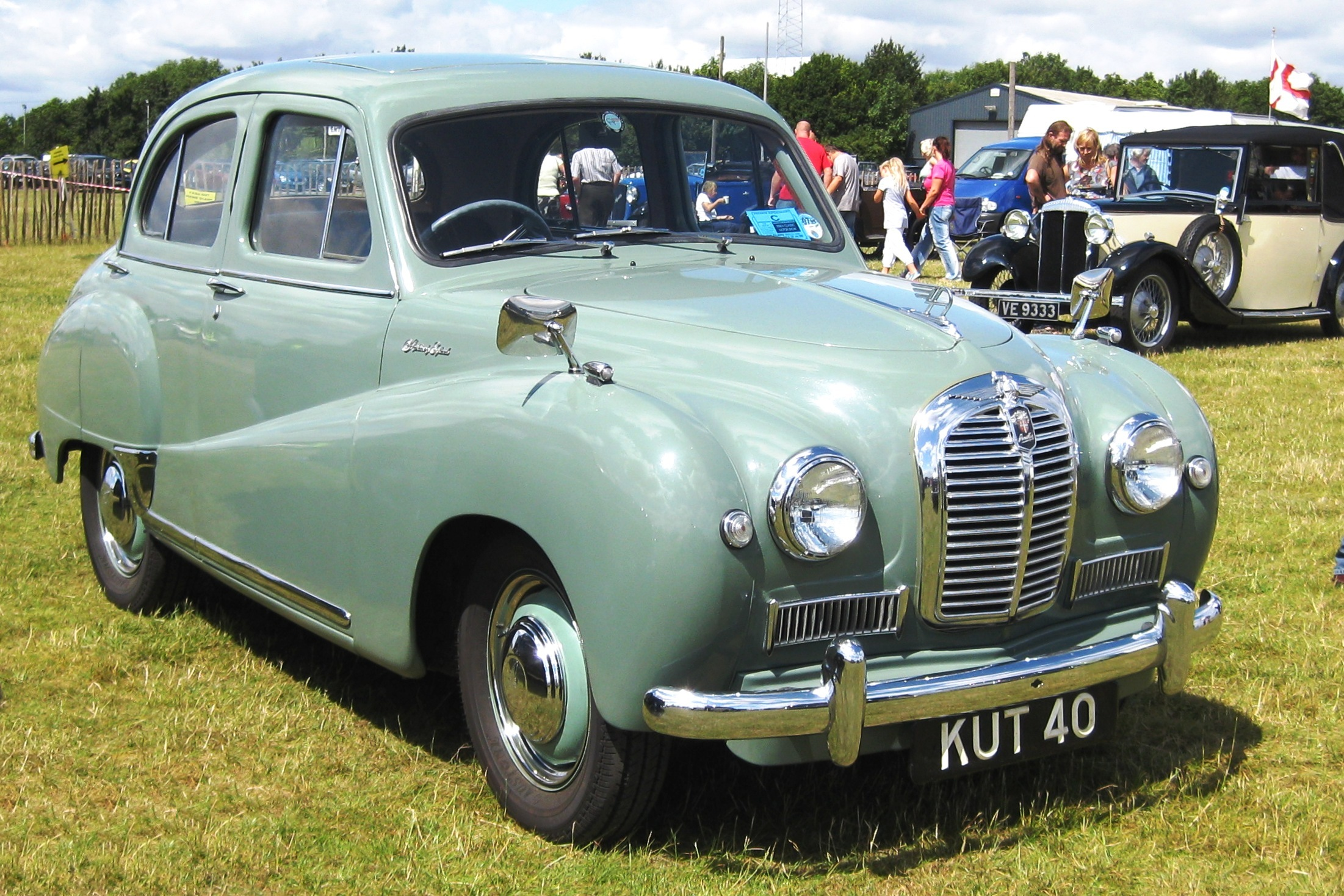
Berline Austin A40 Somerset
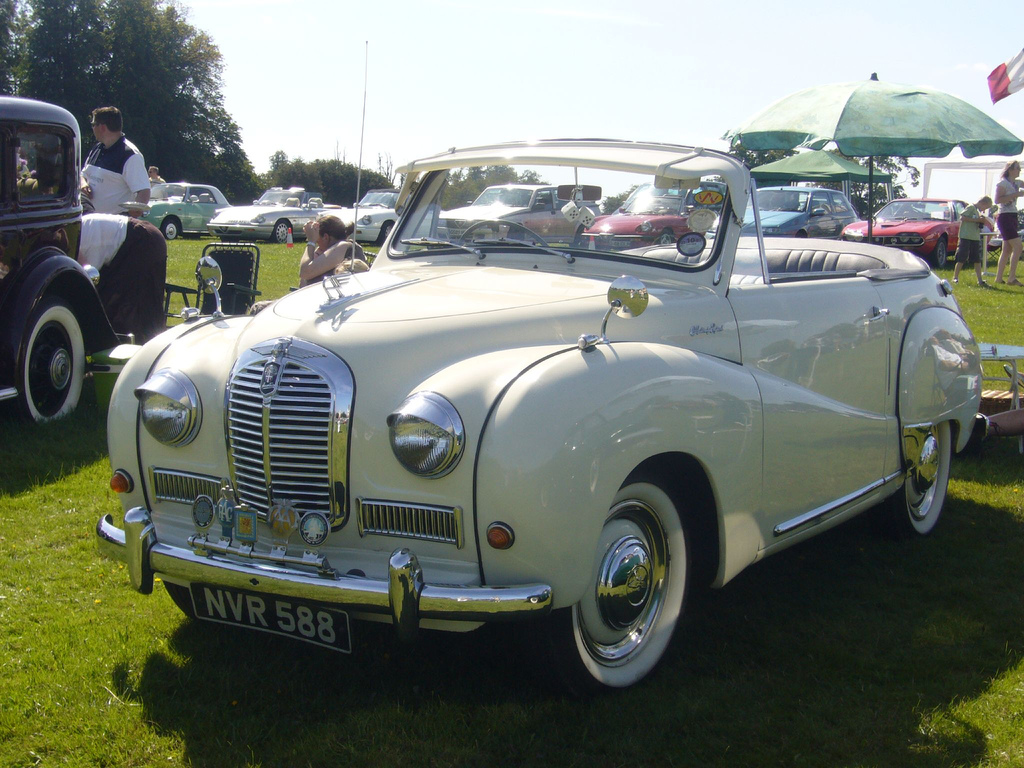
Austin A40 Somerset Coupé